# 紅音
紅音（あかね）は日本の音楽・総合エンターテイメントユニット。岩手県内初のメジャー流通のレーベル会社、株式会社「風」(KAZE JAPAN RECORD)に所属している。
2007年8月22日にシングル『姫風』でデビュー。2016年9月1日総合エンターテイメントユニットとして始動した。

## メンバー
- 柴田晃一（しばた　こういち、1979年7月2日 - ）岩手県北上市出身
- 大山貴善（おおやま　きぜん、1985年1月23日 - ）神奈川県平塚市出身
- 久野藍（ひさの　あい）

## サポートメンバー
- 阿部優祐（あべ　ゆうすけ、6月18日-）岩手県北上市出身

## 略歴
- 2007年2月結成
- 2007年8月22日デビューシングル『姫風』発売
- 2007年9月17日デビューシングル『姫風』IBCミュージックランキングで第1位獲得
- 2007年9月29日初ワンマンコンサートを久慈市文化会館アンバーホール小ホールにて開催
- 2007年11月4日IBCラジオで『紅音の「和んでくなんせ♪』放送開始
- 2007年12月30日公式サイト『あかねのね』開設
- 2008年2月29日岩手地産地消ベーカリーCMに出演(CMソング『姫風』)
- 2008年12月山田尚史、ゆげみわこの脱退により柴田晃一によるサウンドプロジェクトとなる
- 2014年3月11日 映画「1000年後の未来へ」オリジナルサウンドトラック収録「Manners of life」発売
- 2016年9月1日新メンバーとして杉口秀樹、大山貴善が加入。総合エンターテイメントユニットとして始動。
- 2016年9月30日いわて国体前夜祭で公演。
- 2017年3月3日タワーホール船堀で公演。
- 2017年10月29日北上市文化交流センターさくらホール大ホール「風フェス2017DECADE RUN」で公演。
- 2023年7月2日新メンバーとして久野藍が加入。
- 2024年5月公開のアニメ[大槌超神楽ダイハンマー]の劇伴に公開中の3曲が劇伴として使用される。
- 2024年11月公開のドラマ「Love in The Air-恋の予感-」の劇伴に公開中の1曲が劇伴として使用される。

### シングル
|      | リリース      | タイトル                        | 規格      | 規格品番   | カラオケ等   | タイアップ |
| 1st  | 2007年8月22日 | 姫風                            | 12cmCD    | YZKZ-00001 | DAM JOYSOUND | 岩手地産地消ベーカリー |
| 2nd  | 2008年3月19日 | 碧空／桜舞                      | 12cmCD    | YZKZ-00002 | DAM JOYSOUND | |
| 3rd  | 2020年2月4日  | 弥生                            | iTunes 他 | KZJP-0004  | -            | ・K-K9○サロン、エンディングテーマ ・ユネスコ文化遺産シンガポールホーカーセンター ・iTunes演歌ランキング(日本2位/フランス28位/アメリカ80位/カナダ136位)              |
| 4th  | 2021年2月11日 | 雪雫                            | iTunes 他 | KZJP-0006  | -            | ・不二プラスチック[FAITH]抗菌フック ・「Love in The Air-恋の予感-」 ・iTunesインストゥルメンタル(日本13位)                                                          |
| 5th  | 2022年4月22日 | 朝霧の森 a misty forest morning | iTunes 他 | KZJP-0011  | -            | 大槌超神楽ダイハンマー |
| 6th  | 2022年7月2日  | rera                            | iTunes 他 | KZJP-0012  | -            | ・iTunesインストゥルメンタル(日本1位) ・大槌超神楽ダイハンマー |
| 7th  | 2023年5月28日 | Blue bird                       | iTunes 他 | KZJP-0017  | JOYSOUND     | ・iTunes jpop(スウェーデン1位/アメリカ35位/フランス7位) ・大槌超神楽ダイハンマー ・紅音さす頃オープニングテーマ(アシヤラヂヲ/(L.A. TJS Radio)                       |
| 8th  | 2023年7月2日  | 天                              | iTunes 他 | KZJP-0018  | JOYSOUND DAM | ・柴田晃一のextream hobby ・紅音さす頃 エンディングテーマ(アシヤラヂヲ/L.A. TJS Radio) ・iTunes 演歌・伝統音楽(スウェーデン/イギリス/アメリカ/フランス1位、日本3位) |
| 9th  | 2025年7月2日  | 星織の羽衣                      | iTunes 他 | KZJP-0022  |              | ・紅音さす頃 オープニングテーマ(アシヤラヂヲ/L.A. TJS Radio) ・iTunes 演歌・伝統音楽(アメリカ/フランス1位、日本8位)                                                 |
| 10th | 2025年7月3日  | Sunlit Ripples                  | iTunes 他 | KZJP-0023  |              | ・紅音さす頃 エンディングテーマ(アシヤラヂヲ/L.A. TJS Radio) ・iTunes Jpop(フランス9位)                                                                             |

### アルバム
| リリース  | メーカー | アルバム                             | タイトル        | 規格    | 規格 品番  | カラオケ等      | タイアップ                         |
| 2014.3.11 | 風       | 1000年後の未来へ original soundtruck | Manners of life | 12cm CD | KZJP- 0003 | iTunes JOYSOUND | 1000年後の未来へエンディングテーマ |